# Graham Cooke (golf)
Pour les articles homonymes, voir Graham Cooke.
 (août 2009).
Si vous disposez d'ouvrages ou d'articles de référence ou si vous connaissez des sites web de qualité traitant du thème abordé ici, merci de compléter l'article en donnant les références utiles à sa vérifiabilité et en les liant à la section « Notes et références ».
Graham Cooke, né en Ontario (Canada) le 11 septembre 1946, est un golfeur canadien.
Résident de Hudson au Québec, il est membre du Club de Golf Summerlea situé à Vaudreuil-Dorion.  Il a été intronisé au Temple de la Renommée du Golf Canadien le 28 juin 2010 lors d'une cérémonie au Club de Golf Summerlea.  M. Cooke est aussi membre du Panthéon des sports du Québec depuis 2008.  Il est aussi l'architecte de plus de 100 parcours de golf à travers le monde depuis 1973. Graham Cooke est le meilleur golfeur amateur de l'histoire du Canada.

## Palmarès
- Championnat Amateur du Canada
- 2e place (1980 & 2001)

- Championnat Mid-Amateur du Canada
- Champion (1987, 1988, 1992, 1996, 2000, 2001, 2002 & 2010)
- (Graham Cooke est le seul golfeur à avoir gagné ce tournoi huit fois.)

- Championnat Senior Amateur du Canada
- Champion (2001, 2002 & 2008) et 2e place (2004)

- Championnat Senior Amateur de Grande-Bretagne
  - Médaille d'argent (2007)
  - Médaille d'or (2008)

- Championnat Amateur du Québec
- Champion (1981, 1984, 1993 & 1996)

- Championnat Amateur Senior du Québec
- Champion (2006 & 2008)

- Tournament Players Championship

Vainqueur de la première édition de la "Coupe Graham Cooke"  de Golf Québec (2001)
- Sept apparitions sur les équipes amateur du Canada
- Championnat Nations Cup : Paris, France (1976)
- Championnat World Pairs : Bogota, Columbie (1977)
- Championnat King's Invitation : Rabat, Maroc (1978)
- Championnat World Team : Pinehurst, États-Unis (1980)
- Championnat World Team : Stockholm, Suède (1988)
- Championnat World Team : Vancouver, Canada (1992)
- Championnat Pacific Rim : Kelowna, Canada (1993)

- Autres tournois et succès
- Champion Junior de l'Ontario (1965)
- Médaillé Junior du Canada (1965)
- Champions "Big Ten" / Michigan State University (1969)
- Équipe de golf "All American" (Mention d'honneur NCAA) (1971)
- Quart de finale, Western Amateur (1973)
- Championnat "Eastern Four Ball" (1975)